# Маршал, Генри (епископ Эксетера)
Генри Маршал (англ. Henry Marshal; ум. 26 октября 1206)  — английский прелат, декан Йорка в 1189—1194 годах, епископ Эксетера c 1194 года, сын Джона Фиц-Гилберта, маршала королевского двора, младший брат Уильяма Маршала, 1-го графа Пембрука. Избрал церковную карьеру, в которой добился успехов благодаря положению, которое занял его старший брат при дворе короля Ричарда I Львиное Сердце, а также благосклонности архиепископа Кентерберийского Хьюберта Уолтера. После восхождения на престол Иоанна Безземельного Генри пришлось заплатить 300 марок за подтверждения своих хартий. Считается, что именно Генри Маршал закончил строительство Эксетерского собора.

## Происхождение
Генри происходил из англо-нормандского рода Маршалов. Первым достоверно известным его представителем является Гилберт (ум. до 1130), который, согласно «Истории Уильяма Маршала», был сыном или зятем Гилберта Жиффара, переселившегося из Нормандии в Англию или во время Нормандского завоевания, или вскоре после него, и, согласно Книге Страшного суда (1086 год), имел владения в будущем графстве Уилтшир на западе Англии. «Constitutio Domus Regis» называет Гилберта главным маршалом королевского двора Генриха I. Имя его жены неизвестно, возможно, она была наследницей Уильяма Фиц-Ожера. У Гилберта известно двое сыновей: младший, Уильям Жиффар (ум. после 1166), который в 1141—1142 годах был канцлером королевы Матильды. Старший же, Джон Фиц-Гилберт (ум. 1165), унаследовал от отца должность маршала. Он принимал участие в гражданской войне в Англии (сначала на стороне Стефана Блуасского, затем на стороне императрицы Матильды), благодаря чему получил ряд владений. Во время правления Генриха II Джон сохранил большую часть своих приобретений, а должность главного маршала стала наследственной в его семье, именно от неё возникло родовое прозвание — Маршал. Позже Джон попал в опалу, и не играл серьёзной роли в английской политике, однако в 1164 году он начал тяжбу против архиепископа Кентерберийского Томаса Беккета, которой воспользовался король, чтобы изгнать архиепископа из Англии.
Мать Генриха, Сибила, происходила из англо-нормандского рода, имевшего богатые владения в Уилтшире. Её брат, Патрик из Солсбери, в 1140-е годы был кастеляном Олд-Сарума — одного из самых укреплённых замков в регионе, а также получил от императрицы Матильды титул графа Уилтшира или, как стал вскоре звучать этот титул, графа Солсбери. В это же время у него возник конфликт с соседом, Джоном Фиц-Гилбертом Маршалом, который был кастеляном замка Мальборо. Вероятно, вражда была вызвана стремлением Джона распространить своё влияние на восток. Он попытался построить небольшую крепость Лагершолл, что вызвало неудовольствие Патрика, усмотревшим ущемление своих интересов. Конфликт сопровождался набегами и кровопролитными стычками. Подробности междоусобицы неизвестны, однако Джон был вынужден предложить мир, после чего он развёлся со своей первой женой и женился на Сибилле, сестре Патрика Солсбери. Союз с семьёй Патрика не только положил конец вражде, но и послужил укреплению социального статуса Джона Маршала. Всего от этого брака родилось 4 сына и 3 дочери.

## Биография
Генри был самым младшим из сыновей Гилберта и Сибиллы. Из его братьев старший, Джон II Маршал, унаследовал часть владений отца, а также должность главного маршала, которую он сохранял до своей смерти. Но гораздо известнее был второй сын, Уильям Маршал, который не имел наследства и земель. Свои молодые годы он провел в качестве странствующего рыцаря и успешного участника турниров. По мнению современников, являлся величайшим рыцарем христианского мира. Благодаря браку с Изабеллой де Клер, дочерью Ричарда Стронгбоу, Уильям получил титул графа Пембрука, что сделало его одним из богатейших аристократов Англии. Кроме того, после гибели старшего брата он унаследовал должность главного маршала. Он руководил королевской армией во время Первой баронской войны (1215—1217), был одним из гарантов Великой хартии вольностей 1215 года, а после смерти Иоанна Безземельного осуществлял функции регента Англии при его малолетнем сыне Генрихе III.
Также как и Уильям, Генри не имел наследства, но в отличие от брата избрал церковную карьеру. О его молодых годах ничего не известно, но своей дальнейшей карьерой он, несомненно, обязан Уильяму Маршалу, который после восхождения в 1189 году на престол Ричарда I Львиное Сердце занимал ведущие позиции при английском дворе. 15 сентября 1189 года король назначил Генри деканом Йорка. Его посвятили в один день сначала в сан иподиакона, а потом и диакона.
Став деканом Йорка, он вскоре оказался в серьёзном конфликте с архиепископом Йоркским Джеффри, который в итоге в начале 1190 года отлучил его от церкви. Впрочем, Генри продолжал занимать свою должность, а также был королевским судьёй. 
Ссора с архиепископом продолжалась до 1194 года, когда Генри получил дальнейшее продвижение. Ему он был, судя по всему, обязан как своему брату, так и архиепископу Кентерберийскому Хьюберту Уолтеру, который до него занимал пост декана Йорка, а теперь был  юстициарием Англии и фактическим правителем королевства в отсутствие Ричарда I. Новым назначением Генри стала Эксетерская епархия. Пост епископа был вакантен после того как 1 июня 1191 года умер Джон Чантер, что было связано с отсутствием в Англии короля Ричарда I, который сначала отправился в Третий крестовый поход, потом попал в плен, а после возвращения был больше озабочен положением в Нормандии. Официальное избрание Генри епископом Эксетера произошло до 30 февраля 1194 года, а 30 марта архиепископ Уолтер провёл его интронизацию.
Назначение Генри епископом не очень понравилось младшему брату Ричарда I, принцу Джону (будущему королю Иоанну Безземельному). В итоге когда тот в марте 1199 года стал королём, епископу пришлось заплатить 300 марок за подтверждение его хартий и освобождение его владений от Тальи. Известно, что из этой суммы Генри сразу выплатил 100 марок, а 100 марок, судя по всему, так никогда и не были выплачены. Впрочем, Генри, который, судя по всему, был достаточно дружелюбным и коммуникабельным человеком, достаточно быстро заключил мир с королём.
Известно, что епископ Генри не особо заботился о выдвинувшихся при его предшественнике клириках. Не позже 1198 года он получил от папы Целестина III предписание вернуть права аренды на собственность собора, которую каноники сделали без согласия капитула. Но в целом Генри был щедрым благотворителем в своей епархии. Его позже помнили за подаренные им облачения и украшения. Также епископ урегулировал спор о юрисдикции между архидьяконом Эксетера и канонниками в пользу последних. Его покровительством пользовались несколько клириков, которые при преемниках Генри занимали высокие посты (трое — пост архидьякона, ещё один — канцлера). Кроме того, он был тесно связан с Уильямом Брюэром, который в 1196 году основал премонстрантское аббатство Торр в Тор Моэне недалеко от Пейнтона, а в 1201 году — цистерцианское аббатство в Данкесуэлле. Также считается, что именно Генри Маршал закончил строительство Эксетерского собора, постановив при этом, что каждый домовладелец ежегодно в Пятидесятницу должен был вносить 1/2 пенни. Кроме того, им были построены церкви в удалённых епископских владениях — в Хорсли (Суррей) и Вестминстере. Также в 1202 году Генри принял меры против сыновей священнослужителей, которые в нарушение канонического права вторгались во владения бенефициаров, которые они держали от их отцов.
Существует мнение, что Генри написал собственное толкование посланий апостола Павла.
Генри умер 26 октября 1206 года и был похоронен в Эксетерском соборе, где сохранилась могила, увенчанная его изображением.